# Les Salles-sur-Verdon
Les Salles-sur-Verdon (okzitanisch Lei Salas de Verdon) ist eine französische Gemeinde mit 235 Einwohnern (Stand 1. Januar 2022) in der Provence im Département Var in der Region Provence-Alpes-Côte d’Azur. Sie gehört zum Kanton Flayosc im Arrondissement Brignoles.

## Geographie

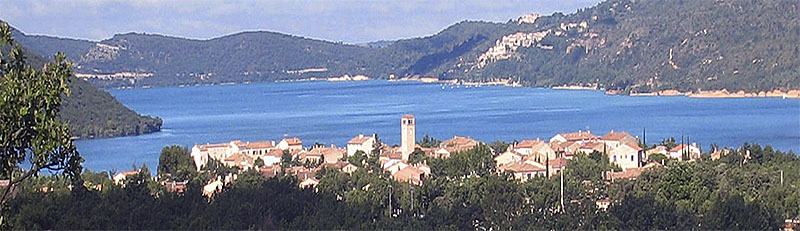
Les Salles-sur-Verdon am Lac de Sainte-Croix

Das Dorf lag früher am Fluss Verdon, dessen regelmäßige Überschwemmungen ein fruchtbares Ackerland entstehen ließen. Es wurden Weizen, Mandeln, Obst, Lavendel und vor allem Trüffeleichen angebaut. 
1971 wurde die Ortschaft aufgrund des Baus des Sainte-Croix-Staudamms 400 m weiter an höherer Stelle neu aufgebaut. Fast alle Gebäude des alten Dorfes inklusive der Kirche wurden 1974 gesprengt und danach durch den Aufstau des Lac de Sainte-Croix überflutet. Aus dem alten Dorf wurden lediglich die Kirchturmuhr, die Dorfglocke und der alte Dorfbrunnen demontiert und in der neuen Ortschaft neu aufgebaut. Einige der Bewohner leisteten bis zuletzt Widerstand und blieben in ihren Häusern, obwohl das Wasser bereits in diese eingedrungen war. Nach der letzten Ernte, bevor das Dorf zerstört wurde, hatten die Bauern noch einmal vier Tonnen Trüffel auf den Markt von Riez gebracht.
Heute lebt Les Salles vom Tourismus und ist mit einem Hotel, diversen Geschäften und einigen Campingplätzen ein bedeutender Fremdenverkehrsort in der Region. Die Aufstauung des Verdon lockt viele Touristen, vor allem aus den Niederlanden, Deutschland, Belgien und Italien an. Die Gemeinde liegt im Regionalen Naturpark Verdon.

## Gemeindepartnerschaft
Les-Salles-sur-Verdon ist durch eine Partnerschaft mit Luz in Portugal verbunden, das ebenso wegen des Baus eines Staudamms umgesiedelt wurde.